# Ölfrid
Ölfrid var en av fridslagarna. 
Innan kristendomen infördes i Norden hölls regelbundna blot, det vill säga gästabud med rituella inslag. Till varje stort offerblot bryggdes öl. Ett viktigt blot hölls till julen. När kristendomen införts övertogs seden att fira jul och att brygga ett särskilt julöl. Ölfriden utvecklades till att bli en gästabudsfrid.